# Yên Thế (Bắc Giang)
Yên Thế is een huyện in de Vietnamese provincie Bắc Giang. Het ligt in het noordoosten van Vietnam. Het noordoosten van Vietnam wordt ook wel Vùng Đông Bắc genoemd. De hoofdplaats van de huyện is Cầu Gồ.

## Administratieve eenheden
Yên Thế bestaat uit verschillende administratieve eenheden. De oppervlakte bedraagt 301,26 km² en heeft ruim 96.000 inwoners. Yên Thế bestaat uit twee thị trấns en negentien xã's.
- Thị trấn Bố Hạ
- Thị trấn Cầu Gồ
- Xã An Thượng
- Xã Bố Hạ
- Xã Canh Nậu
- Xã Đồng Hưu
- Xã Đồng Kỳ
- Xã Đồng Lạc
- Xã Đông Sơn
- Xã Đồng Tâm
- Xã Đồng Tiến
- Xã Đồng Vương
- Xã Hồng Kỳ
- Xã Hương Vĩ
- Xã Phồn Xương
- Xã Tam Hiệp
- Xã Tam Tiến
- Xã Tân Hiệp
- Xã Tân Sỏi
- Xã Tiến Thắng
- Xã Xuân Lương